# Костульски, Роланд
Роланд Костульски (нем. Roland Kostulski; род. 13 июня 1953, Борна, Лейпциг) — немецкий гребец, выступавший за сборную ГДР по академической гребле в середине 1970-х годов. Чемпион летних Олимпийских игр в Монреале, чемпион мира, победитель и призёр многих регат национального значения.

## Биография
Роланд Костульски родился 13 июня 1953 года в городе Борна, ГДР. Проходил подготовку в Лейпциге в местном спортивном клубе DHfK под руководством тренера Йорга Вайссига.
Впервые заявил о себе в гребле в 1971 году, выиграв золотую медаль в безрульных четвёрках на юниорском мировом первенстве в Бледе.
На чемпионате ГДР 1972 года был вторым, в следующем году показал третий результат в зачёте национального первенства. В 1974 году вновь показал второй результат на чемпионате страны.
Первого серьёзного успеха на взрослом международном уровне добился в сезоне 1975 года, когда вошёл в основной состав восточногерманской национальной сборной и побывал на чемпионате мира в Ноттингеме, откуда привёз награду золотого достоинства, выигранную в распашных рулевых восьмёрках.
Благодаря череде удачных выступлений удостоился права защищать честь страны на летних Олимпийских играх 1976 года в Монреале — в составе экипажа, куда также вошли гребцы Бернд Баумгарт, Готтфрид Дён, Вернер Клатт, Ханс-Йоахим Люк, Дитер Вендиш, Ульрих Карнац, Карл-Хайнц Прудёль и рулевой Карл-Хайнц Даниловски, занял первое место в программе восьмёрок, опередив преследовавшую лодку из Великобритании более чем на две секунды, и тем самым завоевал золотую олимпийскую медаль. За это выдающееся достижение по итогам сезона был награждён орденом «За заслуги перед Отечеством» в серебре.
На чемпионате ГДР 1978 года в паре с Берндом Баумгартом получил бронзу.
Завершив спортивную карьеру, занимался административной деятельностью. Был заместителем председателя в своём гребном клубе DHfK, позже после объединения Германии находился на посту управляющего директора клуба «Викинг» из Лейпцига.